# Niklas Zennström
Niklas Zennström  nacido el 16 de febrero de 1966 es un empresario sueco multimillonario, mejor conocido por fundar varias empresas de alto perfil en línea con Janus Friis, incluyendo Skype y Kazaa. Más recientemente fundó la firma de inversión tecnológica Atomic y se ha convertido en una importante figura de los emprendedores en el sector de tecnología. Zennström es también el cofundador de la organización de caridad Zennström Philanthropies.

## Educación
Zennström tiene dos títulos en Administración Empresarial (BSc) de la Universidad de Uppsala y de Ingeniería Física (MSc) del Real Instituto de Tecnología en Suecia. Pasó su último año en la Universidad de Míchigan, Ann Arbor, EE.UU.

## Carrera
Zennström empezó su carrera profesional en 1991 en el operador de telecomunicación europeo Tele2. Continuó estando al servicio de varias empresas en varios roles que incluyen el lanzamiento y siendo responsable para el Proveedor de Servicio de Internet europeo get2net y de CEO del portal everyday.com.
En el 2000 Zennström y Janus Friis co-fundaron Kazaa, la aplicación de intercambio de archivos peer-to-peer. Niklas trabajó como CEO y el programa se convirtió en el software de Internet más descargado del mundo en 2003. Después de que los miembros de la música e industria cinematográfica presentaron demandas en los EE.UU., Kazaa fue vendido a Sharman Networks.
Zennström después fundó y trabajó como CEO en Joltid, una compañía de software desarrollando y comercializando soluciones peer-to-peer y tecnologías de optimización de tráfico. Zennström también co-fundó Altnet, la  primera red mundial peer-to-peer segura que promueve contenido comercial para los consumidores que integran promoción, distribución, y pago de contenido digital.
El éxito más notable de Zennström hasta la fecha es Skype, una compañía de telefonía basada en los principios peer-to-peer. En octubre 2005 Skype fue adquirido por eBay por €2.1 billones ($2.6 billones) más el potencial de obtener bonificaciones según el rendimiento de hasta 1.2 billones de euros. Zennström era CEO desde el inicio de Skype hasta septiembre de 2007. Durante aquel tiempo, Skype se convirtió en el líder global en comunicaciones de voz por Internet con más de 309 millones de usuarios registrados en los cinco años posteriores al lanzamiento.
Después de la venta de Skype, Zennström siguió su camino para en 2007 lanzar Joost, un servicio de distribución de vídeo en línea (dónde Zennström era copresidente).
En 2009 Zennström era parte del consorcio de inversión que compró Skype Tecnologies de eBay y se reincorporó a la junta de Skype. Actualmente, Zennström maneja Atomic. Fundado en Londres, la empresa invierte principalmente en empresas de tecnología de rápido crecimiento con la capacidad de transformar sus respectivas industrias. A través de Atomic han invertido en más de 50 compañías en cuatro continentes, incluyendo Supercell, Rovio, Last.fm, Fon, Rdio, Fab, Klarna y Skype.
En mayo de 2011 Skype fue adquirido por Microsoft por 8.5 billones de dólares en el mayor trato de dinero en efectivo. Se creé que Zennström y Friis ganarían aproximadamente 1 billón de dólares entre ellos de la venta.
En noviembre de 2014 Zennström fue incluido en el salón de la fama de Startup sueco de SUP46.
Zennström es presidente de la Alianza de Tecnología Europea (EUTA), un grupo de empresas de tecnología de rápido crecimiento que se han construido en Europa. El EUTA se centra en la fortaleza de Europa como centro tecnológico, y en su contribución a la economía europea tanto en términos de impulsar la inversión como de crear trabajos altamente cualificados. El grupo utiliza su experiencia colectiva para alimentar el impulso para fortalecer la economía digital de Europa.

## Atomic
Atomic es una empresa de inversión internacional centrada en el sector de tecnología. La firma busca invertir en empresas de tecnología de rápido crecimiento que tienen modelos comerciales innovadores o que realizan nuevas tecnologías. Con sede en Londres y con oficinas en Pekín, São Paulo, Tokio y Estambul, hasta ahora ha invertido en más de 50 compañías en cuatro continentes. Algunos de inversiones actuales y anteriores del equipo incluyen líderes de categoría como Supercell, Rovio, Jawbone, Fon, Fab, Klarna y Skype.

## Filantropía
Junto con su mujer Catherine, fundó Zennström Philanthropies para dirigir sus donaciones benéficas dando en los ámbitos del cambio climatico, derechos humanos y el emprendimiento social. Niklas se dedica específicamente a combatir el cambio climático y mejorar el estado del Mar Báltico.
Green Mentorship Award es un galardón creado por Zennström Philanthropies para destacar el trabajo que realizan los empresarios en Suecia para abordar el cambio climático y crear un futuro con bajas emisiones de carbono. El ganador recibe una mentoría personal de Niklas Zennström por un año.

## Deporte
Zennström es un entusiasta de la vela y es el armador del equipo Rán Racing y de otros yates en las clases mini-maxi TP 52 y 72ft para regatas costeras y de alta mar con resultados consistentemente buenos. Su exitoso Rán II (Judel/Vrolijk 72ft design, 2009) ganó la Fastnet Carrera consecutivamente en 2009 y 2011. También ganó en su clase en la Regata Sídney-Hobart en 2009, y lo intentó de nuevo en 2010. Ganó el 72ft Mini Maxi Campeonato Mundial en 2010, 2011 y 2013. Con un Zennström más pequeño, Rán IV (Judel/Vrolijk 52ft design, 2011) ganó Campeonato Mundial TP52 2013 y también compite regularmente en las 52 Super Series en ambos lados del Océano Atlántico. Ambos barcos fueron reemplazados por Rán V (JV72, 2014) y Rán VI (JV52, 2015) para competir en los mismos circuitos.

## Honores y premios
Zennström fue reconocido por la revista Time como una de las 100 personas más influyentes de 2006, y ha recibido numeroso otros premios para innovación y emprendimiento.
En 2006, fue votado como empresario del año en los Premios de Dirigentes Empresariales Europeos (EBLA).
En octubre de 2009, el Real Instituto de Tecnología KTH de Suecia, otorgó a Zennström el gran premio KTH Archivado el 3 de junio de 2016 en Wayback Machine. por sus destacadas habilidades empresariales y tecnológicas".
En septiembre de 2011, Zennström recibió un premio a su trayectoria del instituto de internet de Oxford de la Universidad Oxford.
En febrero de 2013, Zennström fue galardonado con la medalla H. M del Rey de 12.ª con una cinta brillante azul por contribuciones significativas a sociedad e industria suecas.
En octubre de 2013, la Real Academia Sueca de Ciencias de la Ingeniería, IVA, otorgó a Zennström la medalla de oro paor su “logros empresariales altamente exitosos, innovación creativa, alta competencia técnica y un liderazgo excepcional”.

## Entrevistas
- The Sunday Times (27 de noviembre de 2005)[8]
- Business Week (19 de septiembre de 2005)[9]
- The Guardian (14 de julio de 2005)[10]
- PCTechTalk (10 de julio de 2005)[11]
- BusinessWeek Online (30 de mayo de 2005)[12]
- IDG News Service (16 de marzo de 2005)[13]
- PC Pro (11 de marzo de 2005)[14]
- TMCnet (2 de marzo de 2005)[15]
- Engadget (8 de noviembre de 2004)[16]
- Pocket PC Thouhts (3 de septiembre de 2004)[17]